# 토머스 헨리 헉슬리

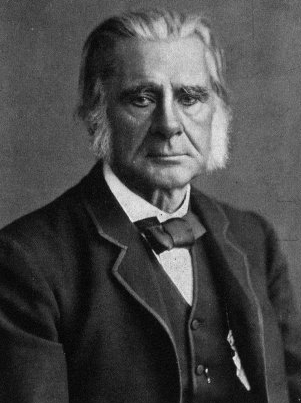
토머스 헉슬리

토머스 헨리 헉슬리(Thomas Henry Huxley, PRS, 1825년 5월 4일 ~ 1895년 6월 29일)는 영국의 생물학자로, 불가지론(agnosticism)이라는 말을 만들어냈다.

## 생애
잉글랜드의 일링에서 태어났다. 헉슬리의 아버지는 지역 일링 사립학교의 교사였다. 하지만 재정난으로 학교가 문을 닫으면서 여덟 형제자매 중 막내였던 헉슬리는 초등교육을 제대로 끝내지 못했다. 그래도 헉슬리는 결혼하여 런던에서 살고 있던 누나의 집에서 생활하며 왕성한 독서욕을 충족시킬 수 있었고, 과학은 물론 고전문학, 철학, 외국어 등을 차근차근 계획을 세워가며 공부했다.
어릴 때 기계 기사가 되기를 원했지만, 1845년 채링 크로스 병원 의학교에서 학위 과정을 마친 헉슬리는 1846년 왕립 외과의 대학의 시험을 통과하고, 곧이어 남양 지역을 탐사하는 영국 군함 래틀스네이크호에 보조 외과의 자격으로 승선하여 4년간 해상 근무를 하게 된다. 래틀스네이크호에서 근무하는 동안 헉슬리는 호주를 비롯한 남양 지역 해양 동물의 형태학, 비교해부학, 고생물학적 연구 결과들을 정리하여 런던으로 보냈고, 1854년 《대양산의 히드로 충류》라는 논문을 발표하였다. 그 무렵 찰스 다윈의 학설에 영향을 받은 그의 논문은 많은 공격을 받았으나, 그로 인하여 왕립 광산 학교의 교수·런던 대학의 시험 위원 등을 지냈다. 1883년 왕립 협회 회장이 되었다. 뛰어난 수필도 많이 발표한 그는 다윈의 학설을 널리 알리고, 정치 제도의 개선, 과학 교육의 발전 등 여러 방면에 크게 활약하였다. 저서에 《자연계에 있어서의 인간의 위치》 등이 있다.
후에 영국 임페리얼 칼리지 런던의 의과대학이 되는 체어링 크로스 병원에서 공부하였으며, 모교의 수학과 건물인 헉슬리 빌딩은 그의 이름을 따서 지어졌다. 헉슬리의 아들 레너드 헉슬리와 손자 올더스 헉슬리 또한 저명한 작가이다.

## 진화와 윤리
토머스 헉슬리의 ‘로마니스 강연’의 강연 내용과 이에 대한 해설 격인 ‘서문’을 옮긴 책. 헉슬리는 인간의 윤리가 진화의 산물이며 인간은 진화가 이끄는 운명을 피할 수 없다고 이야기한다. 윤리적 세계를 지향하면서도 우주의 진화를 거스르는 현대 문명의 지나친 경쟁 구도에 경종을 울릴 만한 책이다.
헉슬리는 무엇보다도 우선 현대 문명은 윤리적 세계를 지향하면서 우주 진화를 거스르면서 형성되어 왔음을 강조한다. 동시에 그는 생존을 위한 투쟁을 통한 진화 과정은 여전히 국가들 사이의 경쟁에서 작동하고 있으며, 그 경쟁을 제대로 준비하기 위해서는 국가 구성원들 사이의 경쟁을 자제하면서 윤리적 삶을 연마해 나가야 한다고 이야기한다.
헉슬리의 강연은 강낭콩 줄기를 따라 하늘로 올라가는 탐험을 감행하는 소년의 이야기로 시작된다. 콩 줄기를 따라 소년이 올라가 본 하늘 위의 세상은 지상과 똑같은 원소들로 이루어진, 일면 지상과 같은 세계였다. 하지만 거대한 강낭콩이 만들어낸 하늘 위 세계의 풍경은 이상스럽도록 새로웠다. 이 새로운 세상을 보게 되는 누구나 사물의 본성에 대한 자신의 관점을 완전히 바꿀 수밖에 없을 만큼 새로웠다. 하지만 하늘을 뒤덮은 콩 역시 잎, 줄기, 뿌리, 꽃 등의 복잡하고 섬세한 기관들과 그 작용들의 집합체인, 콩은 콩일 뿐이었다. 이 섬세한 유기체가 하늘을 뒤덮으며 번성하기 위해서는 주변 식물들과의 경쟁이 불가피했을 것이다. 그리고 시간이 흐르면 이 놀라운 생명체는 분해되어 사라지고, 남겨진 씨앗이 다시 싹터 어린 줄기로 자라면서 우주의 과정이 계속될 것이다. 동물이나 인간 역시 식물과 마찬가지로 생존을 위한 투쟁 과정을, 순환하는 우주의 진화 과정을 되풀이하게 된다. 인간 사회의 진보를 위해서도 성공적인 투쟁 과정은 불가피하다. 그런데 인간 사회의 진보란 우주의 진화와는 반대되는 과정을, 즉 자신이 타고 오른 사다리를 걷어차고 새로운 태도를 갖추어 가는 과정을 의미한다. 문명화된 인간은 동물적인 투쟁을 죄악시한다. 문명사회에서 사람들은 심지어 적자로 살아남기 위한 투쟁을 지나치게 성공적으로 수행하는 듯싶은 자의 목을 매달기까지 한다.
현대는 소년이 구름 위에서 보았던 문명 세계다. 헉슬리는 모든 청중들이 거의 외우고 있을 테니슨의 가슴을 울리는 시 「율리시스」로 강연을 마감한다. 현대는 호머의 시대 사람들처럼 악이든 선이든 그대로 맞대면하며 살아가는 원시적 유아기가 아니다. 스토아 철학자들이나 불교 철학자들처럼 악으로부터 도피하며 살아가야 하는 소아기도 아니다. 과학으로 무장한 성년기의 문명사회를 살아가고 있는 우리는 모든 주어진 자연 조건을 그대로 수용해야 할 필요가 없다. 모든 어려운 상황을 회피해야 할 이유도 없다. 물론 언젠가는 거역할 수 없는 파도가 뱃전의 사람들을 심연으로 쓸어가듯이 우주의 과정이 인류 문명을 쓸어갈 날이 올 것이다. 하지만 그래도 우리는 악을 구축하면서 문명을 구축해 나가야 하는 성인인 것이다.
이 책의 내용은 갖가지 방식으로 해석될 수 있다. 20세기 초반의 철학자들은 헉슬리가 이 강연을 통해서 사실과 당위 사이의 논쟁에 있어 자연주의의 오류라는 개념을 확립하는 초석을 놓았다는 점을 강조했다. 20세기 중반의 사회학자들은 헉슬리가 이 강연에서 스펜서와 같은 학자들에 의해 만연해 있던 사회다윈주의를 부정하고 있는 모습을 보았다. 그리고 20세기 후반의 인문학자들은 헉슬리가 과학혁명 이후 과학적 세계관을 인간사로 확장해 가는 ‘근대화’의 흐름을 거슬러 휴머니즘을 강조하는 모습에 주목했다. 헉슬리는 무엇보다도 우선 현대 문명은 윤리적 세계를 지향하면서 우주 진화를 거스르면서 형성되어 왔음을 강조한다. 동시에 그는 생존을 위한 투쟁을 통한 진화 과정은 여전히 국가들 사이의 경쟁에서 작동하고 있으며, 그 경쟁을 제대로 준비하기 위해서는 국가 구성원들 사이의 경쟁을 자제하면서 윤리적 삶을 연마해 나가야 한다고 이야기하고 있는 것이다.

## 같이 보기
- 수반현상설

## 참고 자료
- 이 문서에는 다음커뮤니케이션(현 카카오)에서 GFDL 또는 CC-SA 라이선스로 배포한 글로벌 세계대백과사전의 내용을 기초로 작성된 글이 포함되어 있습니다.
- 본 문서에는 지식을만드는지식에서 CC-BY-SA 3.0으로 배포한 책 소개글을 기초로 작성된 내용이 포함되어 있습니다.
- 김기윤 역, 2009년, 지만지, ISBN 978-89-6228-326-6